# 線量計

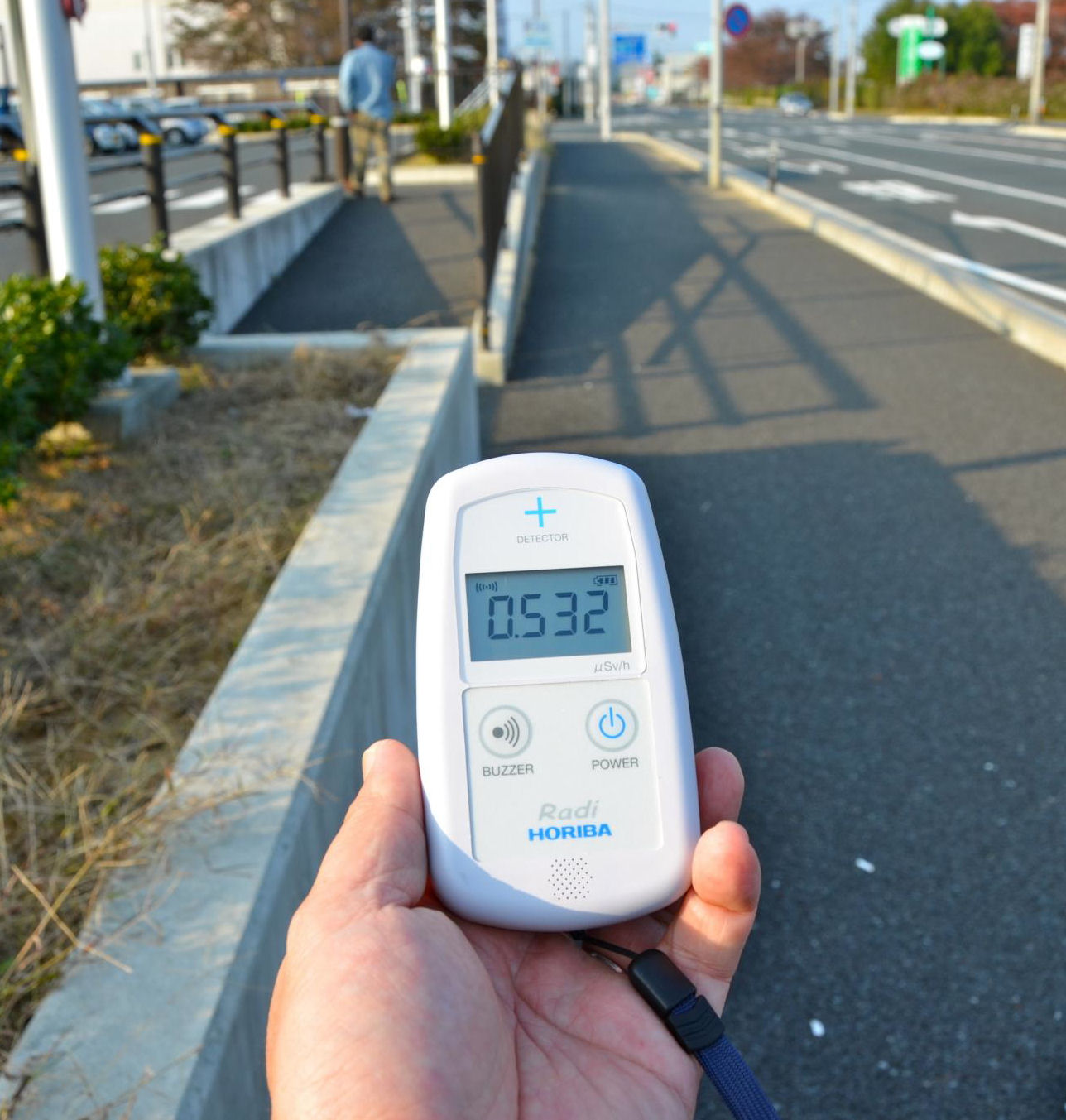
線量計の一種であるシンチレーション検出器による放射線量の測定（福島県南相馬市）

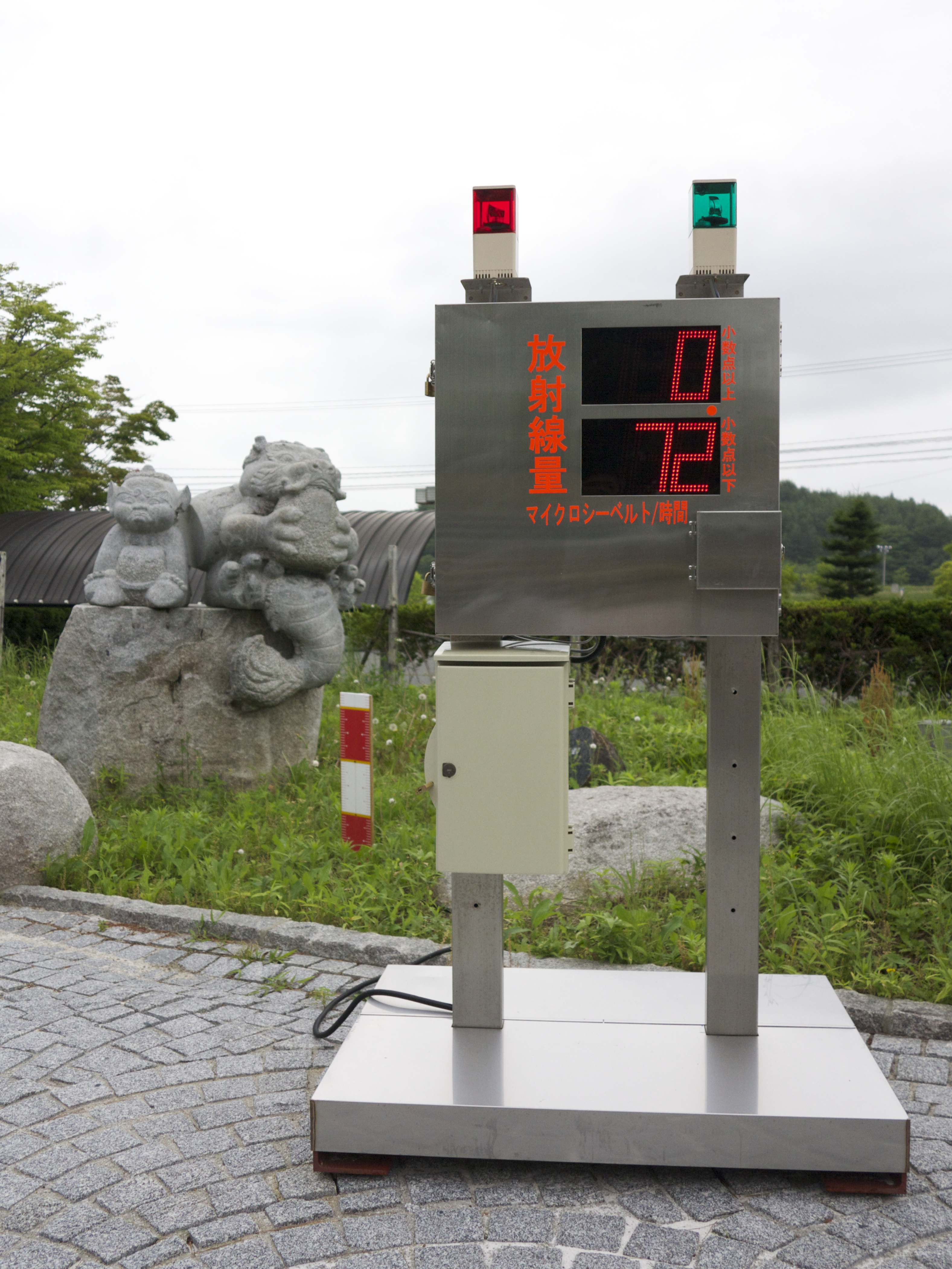
据置型（福島県飯舘村）

線量計（せんりょうけい、ドシメーター、英語：dosimeter）とは、放射線の線量を測定する機器である。

## 概要
放射線の量に比例して検出器が物理的に変化するような物理的原理を用いたもので、簡単なものから複雑なものまで目的や用途などによって使い分ける。放射能の測定や、放射線関連の労働者の総被曝量の管理などに用いられる。放射線#放射線の検出・測定も参照のこと。
ガラス線量計やフリッケ線量計などは古くから知られており、電離箱でも放射線の電離によって生じた電流から照射線量が求められる他、空洞原理によって吸収線量を求めることが可能である。
一方、個人用の被曝量管理としてはフィルムバッジや熱ルミネッセンス線量計などが古くから用いられている。他にも放射線の電離によって生じた蓄積電荷量から総被曝量を推定するポケット線量計も古くから用いられているが、最近はデジタル式の半導体検出器を用いたものが主流になってきている。
核施設などにおける高線量区域での労働者の作業では、被曝量を管理するためにガイガー＝ミュラー計数管や半導体検出器などの電気信号を積分することによって線量（総被曝量）に換算し、一定の閾値（被曝許容量）を超えると警報を発するようなものが用いられている。

## 備考
- 日本での取り組みとして、財団法人放射線計測協会が放射線知識の普及を目的とし、1989年より科学技術庁（現文部科学省）の委託を受け、一般への「簡易放射線測定器の貸し出し事業」を実施しており、2機種がある[1]（貸出申し込み先は放射線計測協会の電話番号より[2]）。